# Liste der türkischen Botschafter in Ungarn
Der Botschafter leitet die Türkische Botschaft Budapest.
| Ernennung Akkreditierung | Botschafter                | Bemerkung | Ministerpräsident der Türkei | Staatsoberhaupt Ungarns | Posten verlassen |
| ------------------------ | -------------------------- | --- | ---------------------------- | ----------------------- | ---------------- |
| 1924                     | Hüsrev Gerede              | | Ali Fethi Bey                | Miklós Horthy           | 1926             |
| 1926                     | Rıfat Turgut Menemencioğlu | (* 1914) 23. März 1960 – 8. September 1960: Botschafter in Ottawa, 1960–1962: Vertreter beim UN-Hauptquartier, 24. April 1962 – 2. Januar 1967: Botschafter in Washington. | Ali Fethi Bey                | Miklós Horthy           | 1927             |
| 1927                     | Nurettin Ferruh Alkent     | Geschäftsträger (* 1877; † 1955) 19. Juni 1939 – 5. September 1939: Geschäftsträger in Tokio | Ali Fethi Bey                | Miklós Horthy           | 1928             |
| 1928                     | Hüseyin Vasıf Çınar        | | Ali Fethi Bey                | Miklós Horthy           | 1929             |
| 1929                     | Behiç Erkin                | | Ali Fethi Bey                | Miklós Horthy           | 1939             |
| 1939                     | Ruşen Eşref Ünaydın        | (* 1892 in Istanbul † 21. September 1959 ebenda) Abitur: Galatasaray-Gymnasium Studium der Literatur und Militär Tiermedizin, 1914: Schriftsteller, 1918: Kaukasus-Korrespondent von Yeni Gün, einer Tageszeitung von Yunus Nadi Abalıoğlu, 21. Oktober 1933 – 17. März 1934: Generalsekretär des Präsidialamtes, 1934 Gesandter in Dürres, 1939–1943: Gesandter in Budapest, 1943–1944: Botschafter in Rom, 1944–1945: Ambassador to the Court of St. James, 1945–1952: Botschafter in Athen, 1952: Versetzung in den Ruhestand. | Refik Saydam                 | Miklós Horthy           | 1943             |
| 1943                     | Şevked Fuat Keçeci         | (* 1892; † 1965) 1. Dezember 1941–15. Aug. 1943: erster Gesandter in Lissabon, während des Unternehmens Margarethe fand Miklós Kállay vom 19. März 1944 bis 19. November 1944 Asyl in der Gesandtschaft. | Ahmet Fikri Tüzer            | Miklós Horthy           | 1. Apr. 1945     |
| 23. Jan. 1946            | Agâh Aksel                 | (* 1892 in Radoviš; † 16. Oktober 1969 in Istanbul) Dezember 1921: die Große Nationalversammlung der Türkei entsendet ihn nach Tiflis, 1925: Gesandtschaftssekretär erster Klasse in Rom, 22. April 1927–20. September 1929: Generalkonsul in Constanța, 9. Juli 1936: Geschäftsträger in Teheran, 31. August 1939 – 1943: Gesandter in Stockholm (24. Juli 1943 ernannt, ab 1. August 1943 auch in Helsinki), 16. Okt. 1943–26. Aug. 1946: Gesandter in Lissabon, 28. November 1952–31. März 1955: Botschafter in Belgrad auch in Tirana akkreditiert 1955 in den Ruhestand versetzt. | Recep Peker                  | Zoltán Tildy            | 1949             |
| 31. März 1950            | Celal Hazım Tepeyran       | 16. Juli 1932–5. Juni 1935: Konsul in Genf | Adnan Menderes               | Sándor Rónai            | 1954             |
| 1956                     | Cemal Yeşil                | (* 1900 in Bagdad † 27. November 1977) wuchs in Diyarbakır auf, 1921: Studium der Politikwissenschaft, 20. Oktober 1923: Assistent des Finanzinspektors, 1924: Praktikum in Frankreich, 1938–1942: Staatssekretär für Finanzen, 1942–1947: Staatssekretär beim Ministerpräsident, 1951–1956: Botschafter in Kabul, 1956–1960: Botschafter in Budapest, 1960–1962: Leiter der Rechtsabteilung des Außenministeriums, 1962–1965: Botschafter in Warschau, 1965: Versetzung in den Ruhestand. | Adnan Menderes               | István Dobi             | 1960             |
| 1960                     | Mehmet İrfan Karasar       | | Cemal Gürsel                 | István Dobi             | 1960             |
| 1960                     | Burhan Işın                | 1942–1946: Konsul in Marseilles, Konsul in Nikosia | Cemal Gürsel                 | István Dobi             | 1963             |
| 1963                     | Nedim Erinç                | | İsmet İnönü                  | István Dobi             | 1967             |
| 1967                     | Veysel Versan              | (* 1913) Abitur: Galatasaray-Gymnasium, studierte Rechtswissenschaft an der Universität Istanbul trat 1942 in den auswärtigen Dienst, 1956–1961: Zeremonienmeister, 1961–1964: Botschafter in Stockholm, 1964–1967: Botschafter in Jakarta. | Suad Hayri Ürgüplü           | Pál Losonczi            | 1969             |
| 1969                     | İsmail Soysal              | (* 1918 in Bursa März 2008) 1943: Eintritt in den auswärtigen Dienst 30. Sep. 1965–16. Aug. 1969: Botschafter in AlgierAlgerien, Ungarn, Argentinien und der Botschaft in Portugal 1983: Versetzung in den Ruhestand. | Suad Hayri Ürgüplü           | Pál Losonczi            | 1972             |
| 1972                     | Mehmet Fuat Kepenek        | | Ferit Melen                  | Pál Losonczi            | 1976             |
| 19. Mai 1976             | Talat Benler               | 1961 Geschäftsträger in Kabul, 8. Februar 1972–1974: Botschafter in Lagos, Nigeria | Süleyman Demirel             | Pál Losonczi            | 1980             |
| 1980                     | Oğuz Gökmen                | (* 1916 in Manisa † 20. Dezember 2007 in Istanbul) Abitur: Galatasaray-Gymnasium, Studium der Politikwissenschaft an der Universität Ankara, 1940: Eintritt in den auswärtigen Dienst, 1962–1964: Botschafter in Buenos Aires, 1964–1966: Ständiger Vertreter bei der Europäischen Wirtschaftsgemeinschaft, 1966–1972: Botschafter in Bonn, 1976–1978: Botschafter in Belgrad, 1980–1981: Botschafter in Budapest, 1981 Versetzung in den Ruhestand. | Bülent Ulusu                 | Pál Losonczi            | 1981             |
| 1981                     | Osman Başman               | | Bülent Ulusu                 | Pál Losonczi            | 1986             |
| 1986                     | Asaf İnhan                 | | Turgut Özal                  | Pál Losonczi            | 1988             |
| 1988                     | Halit Güvener              | | Turgut Özal                  | Brúnó Straub            | 1990             |
| 1990                     | Bedrettin Tunabaş          | (* 1930 in Istanbul) 1950: Abitur: St. Joseph High School (Istanbul), 1954: Studium der Politikwissenschaft an der Universität Ankara, 1975–1978: Generalkonsul in Rotterdam, 1982–1984: Botschafter in Seoul, 1984–1987: Botschafter in Nord-Nikosia, 1990–1995: Botschafter in Budapest. | Yıldırım Akbulut             | Árpád Göncz             | 1995             |
| 1995                     | Süha Noyan                 | | Tansu Çiller                 | Árpád Göncz             | 1996             |
| 1996                     | İsmet Birsel               | (* 1934 in Istanbul) 1953: Bachelor der Kunstgeschichte des Robert College, 1957: Studium der Rechtswissenschaft an der Universität von Paris. 1983–1986: Botschafter in Teheran, 1986–1989: Botschafter in Den Haag, 1993–1996: ständiger Vertreter bei der Europäischen Gemeinschaft, 1998–1999: Botschafter in Budapest, Seine Bilder wurden in den Niederlanden ausgestellt. | Necmettin Erbakan            | Árpád Göncz             | 1998             |
| 1998                     | Ender Arat                 | (* 21. Januar 1947 in Izmir) 1971: Studium der Rechtswissenschaft an der Universität Ankara, trat 1973 in den auswärtigen Dienst, 1998–2002: Botschafter in Budapest, 2004–2007: Staatssekretär für Wirtschaft und Kultur, 2007 bis 2011: Botschafter in Madrid. | Mesut Yılmaz                 | Árpád Göncz             | 2002             |
| 2003                     | Aydan Karahan              | (* 1. Juli 1942) 1965: Studium der Politikwissenschaft an der Universität Ankara, 1992–1995: Botschafter in Beirut, 1995–1996: Botschafter in Nord-Nikosia, 2000–2003: Botschafter in Den Haag, 2003: Botschafter in Budapest, 2004–2006: Botschafter in Nord-Nikosia, In seiner zweiten Amtszeit als Botschafter in Nord-Nikosia war Serdar Denktaş geschäftsführender Nordzyprischer Ministerpräsident, ein Amt, das schon dessen Vater Rauf Denktaş innehatte. Aydan Karahan kommentierte auf einer Pressekonferenz, dass dies in Republiken vorkommt und in diesem Fall hätten sogar Wahlen stattgefunden und verglich das Ereignis mit der Einführung des Euros in den Niederlanden und in Ungarn, deren Zeuge er war. 2007: Versetzung in den Ruhestand, Dozent an der Amerikanischen Universität Girne. | Recep Tayyip Erdoğan         | Ferenc Mádl             | 2004             |
| 2004                     | Umur Apaydın               | Juni 1987: Leiter der Abteilung Europarat, 1998: Konsul in Frankfurt, 2000: Botschafter in Taschkent | Recep Tayyip Erdoğan         | Ferenc Mádl             | 2008             |
| 2008                     | Oya Tuzcuoğlu              | (* 1948 in Eskişehir). Abitur: TED Ankara College Foundation Schools, 1970: Studium der Politikwissenschaft an der Universität Ankara, 1975: Eintritt in den auswärtigen Dienst, 1999–2002: Vertreterin bei der International Civil Aviation Organization, 2002–2004: Botschafterin in Doha, 2004–2008: erste Zeremonienmeisterin, 2008–2010: Botschafterin in Budapest, 2010-September 2012: Vertreterin bei der International Civil Aviation Organization. | Recep Tayyip Erdoğan         | László Sólyom           | 30. Juni 2010    |
| 28. Juli 2010            | Hasan Kemal Gür            | (* 1950 in Hopa) 1972: Studium der Politikwissenschaft an der Universität Ankara, 1973: Eintritt in den auswärtigen Dienst, 1988–1990: Generalkonsul in Komotini 1990–1993: Konsul in München, 1994–1998: Generalkonsul in Batumi, 2002–2007: Botschafter in Islamabad, 2007–2010: Leiter der Abteilung Konsularisches, 28. Juli 2010 bis November 2013: Botschafter in Budapest. | Recep Tayyip Erdoğan         | Pál Schmitt             | 1. Nov. 2013     |
| 15. Nov. 2013            | Şakir Fakılı               | (* 25. September 1953 in Istanbul) 1976: Studium der Politikwissenschaft an der Universität Ankara, 1977–1979: Handelsministerium, 1979: Eintritt in den Auswärtigen Dienst, 1992–1993: Konsul in Batumi, 1995–1999: Konsul in Nürnberg, 2001–2004: Leiter der Abteilung Bilaterale Verträge, 2009–2010: Botschafter in Nord-Nikosia, 2010–2013: Leiter der Abteilung Konsularisches, November 2013: Botschafter in Budapest. | Recep Tayyip Erdoğan         | János Áder              |                  |